# Dibromdifluormethan
Dibromdifluormethan ist eine chemische Verbindung aus der Gruppe der Halogenkohlenwasserstoffe.

## Gewinnung und Darstellung
Dibromdifluormethan kann durch Dampfphasen-Bromierung von Difluormethan gewonnen werden.
Es entsteht auch bei der Fluorierung von Tetrabrommethan.
Dibromdifluormethan kann in 83 % Ausbeute als einziges Produkt durch Fluorierung von Tetrabrommethan mit Iodpentafluorid, als Hauptprodukt (relative Ausbeute 76 %) durch Fluorierung mit Brom(III)-fluorid und als Nebenprodukt (relative Ausbeute 16 %) durch Fluorierung von Tetraiodmethan mit Iodpentafluorid hergestellt werden. Die Fluorierung von Tetrabrommethan mit Titan(IV)-fluorid bildet Dibromdifluormethan in geringer Ausbeute als Gemisch mit Bromtrifluormethan. Darüber hinaus wird Dibromdifluormethan in hoher Ausbeute (81 %) durch Erhitzen von Silberbromdifluoracetat mit Brom gebildet.
{\displaystyle {\ce {CBr4 + IF5 -> CBr2F2 + CBr3F + CBrF3 + CF4}}}
{\displaystyle {\ce {CBrF2CO2Ag + Br2 -> CBr2F2 + CO2 + AgBr}}}

## Eigenschaften
Dibromdifluormethan ist ein sehr leicht flüchtige, farblose Flüssigkeit, die praktisch unlöslich in Wasser ist. Sie zersetzt sich bei Erhitzung und hat ein Ozonabbaupotenzial von 1,25.

## Verwendung
Dibromdifluormethan wird als Löschmittel (zum Beispiel in Militärflugzeugen) und als Zwischenprodukt bei der Herstellung von Farbstoffen, Pharmazeutika und quartären Ammoniumverbindungen verwendet. Die Verbindung wird zurzeit nicht vom Montreal-Protokoll erfasst, aber in dessen Rahmen werden in zunehmendem Maße die Quellen der in der Umwelt nachgewiesenen Verbindung untersucht.